# Anomala porovatula
Anomala porovatula är en skalbaggsart som beskrevs av Ohaus 1915. Anomala porovatula ingår i släktet Anomala och familjen Rutelidae. Inga underarter finns listade i Catalogue of Life.